# Marko Milosavljević
Marko Milosavljević (serbisch-kyrillisch Марко Милосављевић; * 13. September 1998 in Belgrad, BR Jugoslawien) ist ein serbischer Handballspieler.

## Karriere

### Verein
Der 2,01 m große linke Rückraumspieler spielte in Serbien für RK Roter Stern Belgrad und RK Železničar 1949. Mit dem Verein aus Niš nahm er am EHF Challenge Cup 2019/20 und am EHF European Cup 2020/21 teil. Ab 2021 lief er in der spanischen Liga Asobal für ABANCA Ademar León auf. Mit León spielte er in der EHF European League 2021/22.
Im Januar 2024 wurde Milosavljević durch den französischen Erstligisten HBC Nantes verpflichtet. Ab der Saison 2025/26 wird er beim Schweizer Erstligisten HC Kriens-Luzern unter Vertrag stehen.

### Nationalmannschaft
Mit der serbischen A-Nationalmannschaft belegte Milosavljević den 14. Platz bei der Europameisterschaft 2022. Bei den Mittelmeerspielen 2022 gewann er mit der serbischen Auswahl die Bronzemedaille. Bei der Weltmeisterschaft 2023 kam das Team auf den 11. Platz. Bisher bestritt er 26 Länderspiele, in denen er 55 Tore erzielte.